# Alphonse de Lamartine
Alphonse Marie Louis de Prat de Lamartine (Mâcon, 1790. október 21. – Párizs, 1869. február 28.) francia költő, regény- és drámaíró, politikus, kitűnő szónok, aki részt vett a Második Köztársaság kikiáltásában és kormányában. A francia romantika egyik kiemelkedő alakja.

## Élete
Alphonse de Lamartine egy királypárti kisnemesi, katolikus családban látta meg a napvilágot Mâconban. Apja, Pierre de Lamartine (1752–1840), Pratz lovagja, lovassági százados. Anyja, Alix des Roys (1766–1829) „az orleáns-i herceg általános intendánsának leánya”. Alphonse de Lamartine élete első tíz évét vidéken, dél-Burgundiában töltötte, túlnyomó részben Millyben. Nagy hatással volt rá a természet, az édesanyja, lánytestvérei és főleg Dumont atya, Bussières plébánosa, aki erős vallásosságra nevelte a fiatal fiút. Először Lyonban, majd Belley-ben folytatta a tanulmányait, kedvenc olvasmányai közé tartoztak Chateaubriand, Vergilius és Horatius művei.
Mâconba visszatérve Ossian de Baour-Lormian ihlette verseket kezdett írni. Viharos érzelmi kalandba bonyolódott egy serdülőkorban lévő lánnyal, és ez szüleit arra késztette, hogy e korai kapcsolattól megóvják fiukat. „Egy természetes eltérítés szükséges volt [számára]”  egy olaszországi úttal ajándékozták meg. Útjára (Livorno, Pisa, Nápoly, 1811–1812) elkísérte barátja, Aymond de Virieu. Nápolyban is megtalálta a szerelem, egy fiatal szépség (Antonella Jacomino) képében, akiről később Graziella (1852) című művének hősnőjét mintázta. Drámaíróként is próbálgatta szárnyait (Médée), és megszülettek első elégiái. 1814-ben XVIII.Lajos testőrségében szolgált, a trónfosztás után Svájcba menekült, és 1815-ös visszatérésekor felhagyott a katonai szolgálattal. Hazatért Millybe, és a vidéki uraság életét élte. Egyedüli fiúgyermekként a szülei teljes vagyonát örökölte, de lánytestvéreiről évjáradék formájában gondoskodott.
Egészségi állapota miatt 1816-ban Aix-les-Bains-be utazott. 1816 októberében megismert egy nála hat évvel idősebb férjes asszonyt (Julie Charles), idillikus szerelmük csak pár hónapig tartott, mert 1817 decemberében Julie tuberkulózisban meghalt. A költőt e nagy veszteség okozta fájdalom inspirálta részben a Méditations poétiques (Költői elmélkedések, 1820) megírására, amelynek megjelenését nagy siker koronázta, és egyszerre híressé tette. Ebben az évben feleségül vett egy fiatal angol hölgyet, Mary Ann Elisa Birch-t, és a francia nagykövetség titkári pocizóját töltötte be Itáliában. A házaspár sokat utazgatott: Itália, Anglia, Párizs, ezalatt több művét is kiadták: Nouvelles Méditations poétiques (Új költői elmélkedések), La Mort de Socrate (Szókratész halála), Le Dernier Chant du pèlerinage d'Harold. 1821-ben megszületett fia (Alphonse), majd 1822-ben leánya (Julia). Az elkövetkező években fájdalmas veszteségek sora érte mint apát és testvért: 1823-ban fiát, majd 1824-ben két testvérét is elvesztette: februárban Césarine de Vignét, majd augusztusban Suzanne de Montherót. Imádott leánya (aki a költő első nagy szerelmének keresztnevét kapta) tízévesen, 1832-ben hunyt el.
1829-ben másodszori nekifutásra választották meg a Francia Akadémia tagjának. 1830 júniusában jelent meg a „Költői és vallásos harmóniák” című kötete. A júliusi monarchiához csatlakozott, de a választásokon nem volt szerencséje, három megyében is elbukott (Bergues, Toulon és Mâcon). Úgy döntött, hogy inkább tollat ragad, és megírta a Sur la politique rationnelle-t, és elkezdte a Jocelynt. 1832-es keleti körútjának célja az volt, hogy megerősítse vallásos meggyőződését, amely nagyon hamar szertefoszlott leánya halálával. Ebből a fájdalomból erőt merítve írta meg Gethsémani című művét. A keleti útját követően Victor Hugóval, az Oszmán Birodalom ellen küzdő szerb nép egyik legfontosabb pártfogóivá váltak. 1833 júliusában Nišben (Szerbia) tett látogatása alkalmával a feltornyozott koponyák előtt felkiáltott: „Hagyják meg ezt az emlékhelyet! Megtanítja a gyerekeiknek, mit jelent egy nép függetlensége, mikor látják apáik mekkora árat fizettek érte”.
Komoly anyagi gondok miatt Lamartine elhatározta, hogy felhagy a politikával, és elkezdte összeállítani a l'Histoire des Girondins-t. Természetesen képviselői feladatait ellátta ebben az időszakban is, bár az évek múltával egyre jobban baloldalivá vált, egészen addig, hogy az 1848-as párizsi forradalom élére állt. Két műve, a Le voyage en Orient , a L’Histoire des Girondins és számos remek felszólalása újra népszerűvé tették.
Öregkorát a pénztelenség jellemezte, súlyosan eladósodott, amit nagyvonalúsága és a hatalmas birtokok iránti vágya okozott. 1860-ban eladta a Millyben található családi birtokot, és létfenntartását újabb művek írásával igyekezett biztosítani, ami alkotói tevékenységének minőségén hamar nyomot hagyott. Ekkor született több gyűjteményes történelmi munkája, Az irodalom családi kézikönyve (1856–1869) és a Saint-point-i kőfaragó (1851). Utolsó nagy sikerű verse a Ház a szőllőskertben (La Vigne et la Maison volt, 1857-ben). Az 1860-as évek végére szinte teljesen tönkrement, és élete utolsó két évét betegen, bénán töltötte. A saint-point-i kastély (melyben élt, és 1820-tól saját igényeihez igazított) parkját övező fal mentén húzódó köztemetőben, a családi kriptában helyezték örök nyugalomra.

## Politikai szerepe

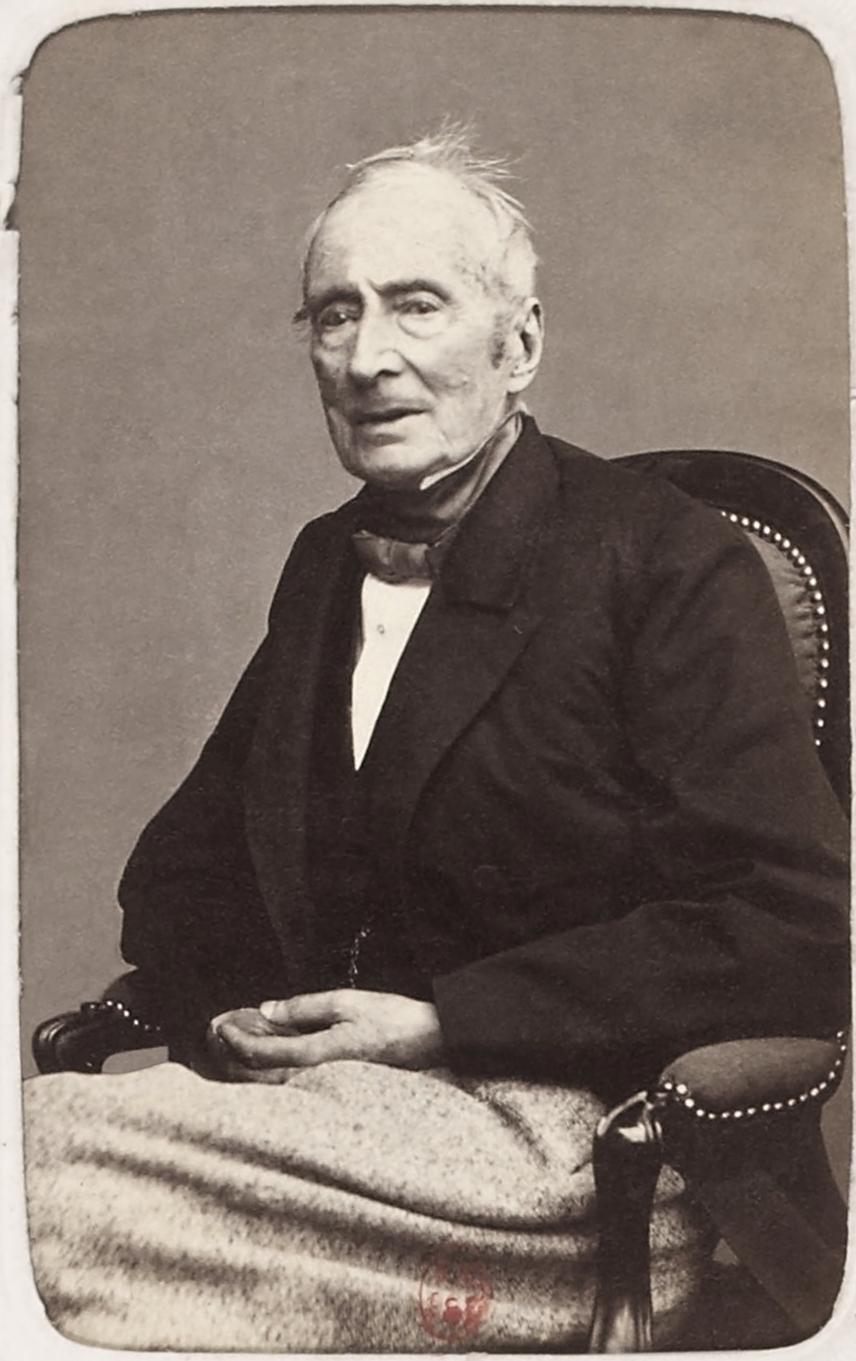
Alphonse de Lamartine, 1865 k.

A júliusi monarchiához csatlakozva 1830-ban elindult a politikai karrierje, de a képviselő-választáson megbukott. Ekkor utazott el Keletre, bejárta Görögországot, Libanont és a kereszténység szent helyeit. 
1833-ban megválasztották képviselőnek, és ezt a tisztségét 1851-ig megtartotta: kitűnő szónoklataival nyűgözte le hallgatóságát. Az 1848-as februári forradalomban és a köztársaság kikiáltásában meghatározó szerepet vállalt: tagja volt a „kollektív államfő”-i csoportnak, és ezzel párhuzamosan külügyminiszteri pozíciót is betöltött az 1848-as átmeneti kormányban öt hónapon át (1848. február 24. – 1848. május 9.). Mérsékelt politikusként a liberális eszmékhez állt közel, ezt mutatta az a tény is, hogy 1848. február 25-én nem támogatta a vörös színű zászló bevezetését, s április 27-én aláírta a rabszolgaság eltörlését tartalmazó rendeletet.
1848. május 10-én az átmeneti kormányt felváltotta a végrehajtó-bizottság, amelyben szintén helyet kapott Lamartine. A nemzeti műhelyek bezárása, és a Cavaignac tábornok által elfojtott júniusi napok lázongásai után a bizottság lemondott. Június 28-án Cavaignac lett az ideiglenes miniszterelnök. Decemberben Lamartine szembesült a választások eredményével: az elnökválasztáson csúfos vereséget szenvedett (a szavazatok 0,26%-át tudhatta magáénak); ez arra sarkallta, hogy fokozatosan visszavonuljon a politikai élettől, amely hatalomra emelte 1848 decemberében Napoléon Bonapartét. 1850 tavaszán a politikai száműzetésről szóló törvény a parlament elé került megvitatásra. Egyik utolsó képviselői felszólalása alkalmával Lamartine nem emelte fel szavát a politikai száműzetés eljárása ellen, csak a Marquises-szigeteket nem találta erre megfelelő helynek.

## Művei
- Saül (1818)
- Költői elmélkedések (Méditations poétiques) (1820)
- Új költői elmélkedések (Nouvelles Méditations) (1823)
- Költői és vallásos harmóniák (Harmonies poétiques et religieuses) (1830)
- Sur la politique rationnelle (1831)
- Voyage en Orient (1835)
- Jocelyn (1836)
- La Chute d'un ange (1838)
- Recueillements poétiques (1839)
- A girondiak története (Histoire des Girondins) (1847)
- Raphaël (1849)
- Vallomások (Confidences) (1849)
- Geneviève, histoire d'une servante (1851)
- Graziella (1852)
- Les Visions (1853)
- Histoire de la Turquie (1854)
- Az irodalom családi kézikönyve (Cours familier de littérature) (1856-1869)
- La Vigne et la Maison (1857)
- L'Histoire de la révolution de 1848 (1849)
- Le Tailleur de pierre de Saint-Point (1851)

## Magyarul
- Jocelyn. Egy falusi papnál talált napló; ford. Talabér György; Osterlamm, Pest, 1863 (Böngészet a francia szépirodalomból)
- Julius Caesar története, 1-2. köt.; Pfeifer, Pest, 1865
- A girondiak története, 1-3.; ford. Jánosi Ferenc; Pfeifer, Pest, 1865
- Az 1848-iki forradalom történelme, 1-2. köt.; ford. Zsilinszky Mihály; Légrády, Pest, 1873
- Héloise és Abélard; ford. Erhardt Viktor; Franklin, Bp., 1880 (Olcsó könyvtár)
- Gracziella. Lamartine önéletírásából; ford. Kaposi József; Aigner, Bp., 1885 (Magyar könyvesház)
- Graziella. Kisregény; ford., bev. Somlyó György; Európa, Bp., 1963
- Költői elmélkedések. Alphonse de Lamartine (1794–1869), Alfred de Vigny (1797–1863), Gérard de Nerval (1808-1855), Alfred de Musset (1810–1857) versei; ford. Babits Mihály et al.; Interpopulart, Szentendre, 1995 (Populart füzetek)
- Búcsú a tengertől. Válogatott költemények; összeáll., előszó, jegyz. Baranyi Ferenc, ford. Babits Mihály et al.; Nemzeti Tankönyvkiadó, Bp., 1994 (Felfedezett klasszikusok)

## Fordítás
- Ez a szócikk részben vagy egészben  az   Alphonse de Lamartine című francia Wikipédia-szócikk ezen változatának fordításán alapul.  Az eredeti cikk szerkesztőit annak laptörténete sorolja fel. Ez a jelzés csupán a megfogalmazás eredetét és a szerzői jogokat jelzi, nem szolgál a cikkben szereplő információk forrásmegjelöléseként.
- Ez a szócikk részben vagy egészben  az   Alphonse de Lamartine című olasz Wikipédia-szócikk ezen változatának fordításán alapul.  Az eredeti cikk szerkesztőit annak laptörténete sorolja fel. Ez a jelzés csupán a megfogalmazás eredetét és a szerzői jogokat jelzi, nem szolgál a cikkben szereplő információk forrásmegjelöléseként.